# Sergio Bertola Autos
Sergio Bertola Autos SL war ein spanischer Hersteller von Automobilen.

## Unternehmensgeschichte
Das Unternehmen des Italieners Sergio Bertola begann 2002 in Madrid mit der Produktion von Automobilen. Der Markenname lautet SB. 2014 wurde das Unternehmen aufgelöst.

## Fahrzeuge
Das Unternehmen stellte offene Fahrzeuge her, die optisch Fahrzeugen der 1930er Jahre ähnelten. Es gab die Modelle Avalon mit zwei Sitzen und Avalon Plus 2 mit vier Sitzen. Für den Antrieb sorgte ein Vierzylindermotor von Renault mit 1397 cm³ Hubraum und 80 PS Leistung. Die bauartbedingte Höchstgeschwindigkeit wurde mit 150 km/h angegeben. Die Fahrzeuglänge des Zweisitzers betrug 368,4 cm bei einem Radstand von 255,5 cm und die Fahrzeugbreite 155 cm.